# 가미무라 슈헤이
가미무라 슈헤이(일본어: 上村 周平, 1995년 10월 15일 ~ )는 일본의 축구 선수이다. 현재 J2리그의 로아소 구마모토에서 뛰고 있다.

## 구단 경력
그는 2014년부터 J리그의 로아소 구마모토에서 뛰었다.